# 呉王僚
呉王僚（ごおう りょう）は、中国春秋時代の呉の第5代の王。姓は姫。諱は僚または州于。青銅器「王子吁戈」の銘文では、名は詨、字は吁。ここでは『史記』呉太伯世家を中心に記述される。

## 生涯

### 王位相続の経緯
父は初代の王の寿夢。子に𠭯巣がいる。弟に掩余と燭庸がいる。
余昧はもともと初代の王である寿夢の三男で王位に就く資格はなかった。寿夢には4人の嫡子があり、その中で四男の季札の器量がずば抜けていたことから王位を季札に譲りたいと考えていた。だが寿夢は王位相続に適切な対策をとらずに死んだ。だが兄である諸樊・余祭・余昧らは父の気持ちを知っていたため、季札に王位を継ぐように求めた。しかし兄を差し置いて王位を継ぐことは不敬であるとして固辞したため、仕方なく長兄の諸樊が継ぎ、その死後王位は子の公子光（後の闔閭）ではなく、弟が順に跡を継いでいくようにした。こうすれば順番で季札が跡を継ぐことになるからである。だが、諸樊が死んで余祭、余祭が死んで余昧までは継いだが、余昧が死ぬと季札はまたも王位を固辞した。このため、僚が跡を継いだ。
このことに対して、僚の呉王即位に対して収まらぬ者がいた。長兄の諸樊の子である公子光である。寿夢の意思があって王位継承の順序は変わったが、余昧が死んで季札が王位を固辞した段階で、王位継承権は長兄の子である自分に戻るべきであると考えていた。僚に従ういわれは全くないと思っていたと記述されている。

### 楚との対立
呉王僚2年（紀元前525年）、僚は呉の勢力を拡大するために、公子光（闔閭）を派遣して、楚を攻めてこれを撃ち破った。同時に人材の招聘も熱心で、楚の平王と費無忌によって父の伍奢と兄の伍尚を殺されて逃亡してきた伍子胥を迎え入れたのも僚の時代である。呉王僚4年（紀元前523年）、14年前に余昧の治世に楚の霊王によって捕虜され抑留生活をした弟の蹶由が許されて後に帰国した。
呉王僚8年（紀元前519年）のあるとき、呉楚国境の村で小さな争いから国の運命をかけた戦争へと発展する事件が起きた。その村では養蚕（ようさん）が盛んであったため、蚕の餌となる桑の葉を大量に必要としていた。そのため、辺りには桑の木がたくさん生えていたが、呉の村の子供と楚の村の子供がこの桑の葉を争って喧嘩を始めた。それが子供の親同士の喧嘩に発展し、呉の村の親が負けて家を焼かれた。これに村を統治している郡主は警備兵を出して村を攻め立てた。この報を受けた平王は怒り、国軍を出して村を全滅させた。呉の村が滅ぼされたのを聞いた僚は激怒して国境の居巣と鍾離を攻め落とした。さらに州来まで進撃したため、楚も武将の蔿越を派遣してこれを迎え撃った。だが、公子光が「楚の属国はいずれも小国で楚をおそれて従っているだけです。「戦は情けよりも武で、無勢でも勝てる」と聞きます。まずは属国の胡と沈は君主が年若く、陳の大夫の夏齧は年老いて頑固で国政は停滞し、また頓と許と蔡は楚の振る舞いに不満を持っております。同時に楚も統率力がある令尹が亡くなったため、混乱しております。まずは軍を手分けして、胡と沈と陳の軍勢に突入すれば、楚はますます混乱に陥り、他の属国の軍勢も崩れるでしょう。まず先鋒隊は隙を多くし、敵をおびき寄せて、後詰の本隊で撃ち破ることをお勧めします」と進言した。僚はこの進言を採り上げて、秋7月に鶏父で呉王僚自らが囚人3千人を胡と沈と陳の軍勢に攻撃させ、右軍は公子光、左軍は公子掩余が指揮し、胡と沈の若い君主を捕虜し、陳の大夫の夏齧も捕らえた。こうして呉は勢いに乗じて楚を撃破した。
呉王僚11年（紀元前516年）、楚では平王が薨去し、幼い末子である昭王が即位した。これを聞いた僚は翌年に公子掩余と公子燭庸に国軍を預けて国境にある六を攻めさせたが、楚軍の反撃を受けて孤立した。また、季札を晋などに派遣し、中原諸国の動向を探らせた。

### 暗殺
この報を聞いた光は呉軍が孤立したと知りクーデターを計画した。呉王僚12年（紀元前515年）夏4月、光は僚を宴会に招いた。僚は光と不仲であったが断れば光との確執を外敵に知らしめるものであったため、腕利きの護衛を付き添って出席した。しかし光は伍子胥の推挙による食客である専諸を召しだし「魚腸剣の秘策」を授けて刺客として僚を刺殺し、僚は即死した。王位は光こと闔閭が奪った。
このため、呉の公子掩余は徐（舒）に、公子燭庸は鍾吾に逃亡した。また、闔閭は護衛によって殺害された専諸の子を卿に任命した。